# Pelouses, rochers, bois, prairies de la vallée de la Marne à Poulangy-Marnay
Pelouses, rochers, bois, prairies de la vallée de la Marne à Poulangy-Marnay este o arie protejată (sit de importanță comunitară — SCI) din Franța întinsă pe o suprafață de 367 ha, integral pe uscat.

## Localizare
Centrul sitului Pelouses, rochers, bois, prairies de la vallée de la Marne à Poulangy-Marnay este situat la coordonatele 48°01′33″N 5°14′38″E / 48.02583°N 5.24389°E.

## Înființare
Situl Pelouses, rochers, bois, prairies de la vallée de la Marne à Poulangy-Marnay a fost declarat arie specială de conservare în baza directivei 92/43 din 1992 referitoare la conservarea habitatelor naturale și a faunei și florei sălbatice pentru a proteja 5 specii de animale.

## Biodiversitate
Situată în ecoregiunea continentală, aria protejată conține 10 habitate naturale: Pante stâncoase calcaroase cu vegetație casmofită, Păduri de fag Asperulo-Fagetum, Păduri pe pante, grohotișuri și ravene de Tilio-Acerion, Păduri aluvionare cu Alnus glutinosa și Fraxinus excelsior (Alno-Padion, Alnion incanae, Salicion albae), Liziere de ierburi înalte hidrofile de câmpie și de nivel montan până la alpin, Pajiști uscate seminaturale și facies de acoperire cu tufișuri pe substraturi calcaroase (Festuco-Brometalia) (* situri importante pentru orhidee), Ape puternic oligomezotrofe cu vegetație bentonică cu Chara spp., Cursuri de apă de la nivel de câmpie la nivel montan, cu vegetație Ranunculion fluitantis și Callitricho-Batrachion, Izvoare petrifiante cu formare de travertin (Cratoneurion), Pajiști carstice calcaroase sau bazofile, de Alysso-Sedion albi.
La baza desemnării sitului se află mai multe specii protejate:
- mamifere (4): liliac cărămiziu (Myotis emarginatus), liliac comun (Myotis myotis), liliacul mare cu potcoavă (Rhinolophus ferrumequinum), liliacul mic cu potcoavă (Rhinolophus hipposideros)
- nevertebrate (1): Coenagrion mercuriale

Pe lângă speciile protejate, pe teritoriul sitului au mai fost identificate 6 specii de plante, 11 specii de păsări, 2 specii de amfibieni, 1 specie de mamifere, 8 specii de nevertebrate, 6 specii de reptile.